# Dywizja Jutlandzka
Dywizja Jutlandzka – związek taktyczny okresu II wojny światowej w składzie duńskich sił zbrojnych.
Siedziba sztabu dywizji mieściła się w Viborgu.

## Skład w kwietniu 1940
- 2 pułk piechoty
- 3 pułk piechoty
- 6 pułk piechoty
- 7 pułk piechoty
- pułk dragonów Jutlandzkich
- 3 pułk artylerii polowej
- 14 oddział artylerii przeciwlotniczej
- 2 batalion inżynieryjny